# Saint-Crépin (Charente-Maritime)
Saint-Crépin település Franciaországban, Charente-Maritime megyében. Lakosainak száma 346 fő (2022. január 1.). Saint-Crépin Annezay, Genouillé, Moragne és Tonnay-Boutonne községekkel határos.

## Népesség
A település népessége az elmúlt években az alábbi módon változott:
| Lakosok száma | 247  | 226  | 237  | 243  | 309  | 331  | 347  | 361  | 355  | 346  |
|               | 1968 | 1982 | 1990 | 2006 | 2013 | 2015 | 2017 | 2019 | 2020 | 2022 |